# Estela Jiménez Esponda
Estela Jiménez Esponda fue una profesora, feminista, sufragista y activista mexicana en pro de los derechos de las mujeres. Dirigió además el periódico Nosotras.
Como activista pro-feminista, lideró el Bloque de Mujeres Revolucionarias (1943), agrupación que intentó continuar el trabajo del Frente Único Pro Derechos de la Mujer tras una década donde el movimiento que buscaba instalar el derecho al voto femenino sufrió una decadencia en México. En el ámbito sindical, perteneció también a la Secretaría de Acción Femenil de la Federación de Trabajadores al Servicio del Estado o FSTSE, junto a Gloria Barrera, Josefina Vicens, María del Refugio García y Francisca Zárate.
Fue dirigente sectorial del Partido de la Revolución Mexicana, mientras que el año 1955 postuló como candidata a diputada federal por el Partido Comunista para el VI Distrito de México.